# Stadio Giuseppe Domenico Tursi
Lo stadio Giuseppe Domenico Tursi è un impianto sportivo di Martina Franca. Utilizzato a partire dal 1945, divenne comunale nel 1947 e successivamente ampliato in più riprese sino ad arrivare alla conformazione attuale. Dal 1986 è intitolato alla memoria di Giuseppe Domenico Tursi, pioniere 
del calcio Martinese.
Lo stadio ha una capienza stimata di 4.900 posti ed ospita le partite casalinghe dell'A.S. Martina Franca 1947.

## Storia
Il terreno di gioco su cui oggi insiste lo stadio di Martina Franca era di proprietà della famiglia Aquaro che lo donò al Comune su richiesta di Tursi Giuseppe Domenico il quale con pochi fondi realizzò il campo di gioco in tutto e per tutto nel 1946;  il campo di gioco era utilizzato già dall'immediato dopoguerra da due compagini locali (i Galletti e l'U.S.A.M.) che nel 1948 si fusero con l'Associazione Sportiva Martina, sorta nel 1946. L'inaugurazione dell'impianto, dotato semplicemente di una tribuna naturale, avvenne nel settembre del 1947 alla presenza dell'allora sindaco della cittadina pugliese, Alberico Motolese. In quegli anni Giuseppe Domenico Tursi fu giocatore, allenatore, magazziniere e massaggiatore del Martina, oltre che custode dello stadio e per questo il comune, nel novembre 1986, decise di intitolargli l'impianto.
Nel 1964 fu costruita la prima tribuna in metallo per 800 spettatori, ricostruita in cemento armato nel 1986 in occasione della prima promozione in Serie C1 della compagine biancoazzurra. La curva nord, in metallo, fu costruita nel 2001 poco prima della seconda promozione in C1 mentre il settore ospiti ha assunto l'attuale conformazione con l'ultimo ampliamento del 2004.

## Descrizione
Lo stadio è situato alla periferia sudorientale della città. Sul lato ovest è situata la tribuna distinti che si sviluppa su due livelli, la cui parte centrale e superiore è coperta da un tetto in acciaio. La curva nord è in tubolari metallici e ospita il tifo casalingo del Martina, mentre la gradinata laterale est si presenta con i gradoni in cemento prefabbricato a sbalzo sulla strada retrostante (via dello Stadio) ed è riservata ai tifosi ospiti. Sul lato sud sono presenti solo gli spogliatoi e l'ingresso in campo delle squadre.

### Settori
- Tribuna distinti: 3200 posti[1].
- Tribuna coperta: 700 posti[1].
- Curva nord: 500 posti[2].
- Settore ospiti: 800 posti[2].